# Moses Nthuka
Moses Masamba Nthuka (* 1964) ist ein anglikanischer Bischof in Kenia. Seit dem 12. Oktober 2008 ist er Bischof der Diözese Mbeere der Anglikanischen Kirche von Kenia (ACK).

## Ausbildung und Werdegang
Nthuka erwarb zwischen 1993 und 1997 Diplom und Bachelor am St. Paul's Theological College in Limuru. Er wurde 1993 zum Priester geweiht und wirkte in mehreren Pfarreien in den Diözesen Embu und Mbeere. Er erwarb einen Masterabschluss in Pastoraltheologie an der Anglia Ruskin University und absolvierte ein Postgraduiertenstudium in Ridley Hall. Anschließend kehrte er nach Kenia zurück und wurde zwischen 2001 und 2003 zum akademischen Dekan am St. Andrews College of Theology and Development Kabare sowie zum Tutor für die Ordinationsausbildung ernannt. Zur Vorbereitung auf seine Promotion kehrte Nthuka im Jahre 2003 nach Großbritannien zurück, wo er bis 2006 an der University of Wales Trinity Saint David und am Oxford Centre of Mission Studies postgraduale Forschungsstudien absolvierte.
Während dieser Zeit diente er als Priester in der Diözese Hereford der Kirche von England. Er promovierte 2014 in Pastoraltheologie am St. Alcuin House Seminary, College of Theology, Minnesota USA.
Er wurde 2008 zum zweiten Bischof der von Clan-Konflikten und Spaltungen geprägten Diözese Mbeere als Nachfolger von Bischof Gideon Ireri gewählt.

## Engagement und Initiativen
Unter seiner Leitung setzt sich die Diözese Mbeere aktiv für soziale Gerechtigkeit und die Bekämpfung schädlicher Traditionen ein. So verurteilte er öffentlich die Praktiken der weiblichen Genitalverstümmelung und setzte sich für die Rechte von Mädchen und Frauen in der Region ein.
Darüber hinaus äußerte er sich kritisch zur Finanzgesetzgebung der kenianischen Regierung und forderte Präsident William Ruto auf, auf die Bedenken der Bevölkerung zu hören, die gegen das Finanzgesetz 2024 protestierte.
In Deutschland engagiert sich Nthuka seit 1991 auf dem Deutschen Evangelischen Kirchentag.

## Veröffentlichungen
Nthuka veröffentlichte das Buch „Africa's Faith-Based Organizations in Transformational Development“, das sich mit der Rolle religiöser Organisationen in der Entwicklungsarbeit auf dem afrikanischen Kontinent beschäftigt.

## Privates
Er ist mit Lucy Mothoni Masamba verheiratet und hat drei erwachsene Kinder.